# Echinocardium lymani
Echinocardium lymani is een zee-egel uit de familie Loveniidae.
De wetenschappelijke naam van de soort werd in 1924 gepubliceerd door Lambert & Thiéry.